# Freeter-Literatur
Freeter-Literatur (jap. フリーター文学, Furītā bungaku) ist eine besondere Ausformung der japanischen Literatur des 20. und 21. Jahrhunderts.

## Begriff
Freeter-Literatur, auch Freeter-Roman (フリーター小説, Furītā shōsetsu), ist ein Begriff, der im Umfeld des Verlags Kawade Shobō Shinsha entstand – ebenso wie die populäre Formel „J-Bungaku“ (dt. „J-Literatur“, zeitgenössische japanische Literatur). Freeter meint in diesem Zusammenhang junge Japanerinnen und Japaner, die beruflich keine Bindung an einen Arbeitgeber eingehen, sondern von Teilzeitjob zu Teilzeitjob wechseln. Die Bezeichnung leitet sich von dem englischen Wort free (wie in Freelancer, dt. „frei“) und dem deutschen Wort Arbeiter (hier in der Bedeutung Teilzeitjobber) ab. Freeter-Literatur wird in der japanischen Literaturszene dort diskutiert, wo man die Bedeutung der literarischen Adaption medial massiv kursierender makrosoziologischer Diskurse erkannt hat. Die verstärkte Bezugnahme der zeitgenössischen japanischen Literatur auf Probleme der japanischen Gesellschaft kann als „soziologische Wende“ innerhalb der japanischen Gegenwartsliteratur gedeutet werden.

## Autoren und Themen
Die 1998 publizierte Landkarte zur zeitgenössischen japanischen Literatur im bekannten Bungei Bessatsu (Heft J-Bungaku, ’90-nendai bungaku mappu, dt. „literarische Landkarte der 90er Jahre“) weist eine datsuryoku furītā-kei zōn (dt. „schlappe Freetertypen-Abteilung“) aus. Autoren, die in diesen Bereich gezählt werden, sind z. B. Seigō Suzuki, Kō Machida, Megumu Sagisawa und Mitsuyo Kakuta.
Die mit dem Label „Freeter-Literatur“ charakterisierte literarische Strömung steht im Zeichen der Debatten um eine neue Schicht von Verlierern und Hoffnungslosen in Japan und befasst sich mit einem medial aufgeregt kommentierten Verfall der japanischen Familie, mit einem Wandel der japanischen Arbeitsgesellschaft unter den Bedingungen der Globalisierung (Stichwort Reform, japanisch ristora) sowie mit der Orientierungs- und Wertekrise japanischer Jugendlicher. „Freeter-Literatur“ wird häufig auch als neue „proletarische Literatur“ adressiert; sie spiegelt die in der Debatte einer gefährdeten japanischen Gesellschaft der „verlorenen Dekade“ perpetuierten Phänomene wider und repräsentiert als „japanische Prekariatsliteratur“ das Krisengefühl der Post-Bubble-Ära.

## Protagonisten der Diskussion
Zu den japanischen Medienintellektuellen, die den Diskurs um die Problemjugendlichen vom Dienst – Freeter, NEETs und Hikikomori – prägen, zählen Yūji Genda und Tamaki Saitō. Letzterer kommentiert auch zeitgenössische literarische Texte im Zeichen der defizitären Sozioptypen. Literaturkritiker, die von „Freeter-Literatur“ sprechen, sind etwa Akira Nagae und Minako Saitō. Eine prototypische Freeter-Literatin ist Mitsuyo Kakuta. In Texten wie dem Roman Economical Palace (2002) behandelt sie die Themen studentische Existenzformen in der Bubble- und Postbubble-Ära, Lebenszielsuche, Paarbeziehungen, Familie und Kollektiv.